# Epidemia (album)
Epidemia è il sesto album in studio del gruppo musicale statunitense Ill Niño, pubblicato il 22 ottobre 2012 dalla AFM Records (Europa) e dalla Victory Records (Stati Uniti).

## Tracce
1. The Depression – 3:44
2. Only the Unloved – 3:39
3. La epidemia – 3:11
4. Eva – 4:13
5. Demi-God – 3:17
6. Death Wants More – 3:35
7. Escape – 3:34
8. Time Won't Save You – 4:49
9. Forgive Me Father... – 3:29
10. Invisible People – 3:58

## Formazione
- Cristian Machado - voce
- Diego Verduzco - chitarra
- Ahrue Luster - chitarra
- Lazaro Pina - basso
- Dave Chavarri - batteria
- Danny Couto - percussioni